# لکس اسکات دیویس
لکس اسکات دیویس (به انگلیسی: Lex Scott Davis) (زاده ۲۶ فوریهٔ ۱۹۹۱) بازیگر آمریکایی است.
از کارهای معروف او می‌توان به بازی در فیلم‌های پرواز فوق‌العاده، اولین پاکسازی، دختر شیرین و ریکی استانیکی اشاره کرد.